# Gostynin (gmina)
Gostynin est une gmina rurale (gmina wiejska) du powiat de Gostynin, dans la Voïvodie de Mazovie, dans le centre-est de la Pologne.
Son siège administratif est la ville de Gostynin, bien qu'elle ne fasse pas partie du territoire de la gmina, qui se trouve à 107 kilomètres à l'ouest de Varsovie, capitale de la Pologne.
La gmina couvre une superficie de 270,69 km2 pour une population de 12 245 habitants en 2007.

## Histoire
De 1975 à 1998, la gmina est attachée administrativement à la voïvodie de Płock. Depuis 1999, elle fait partie de la voïvodie de Mazovie.

## Géographie
La gmina inclut les villages et localités suivantes :
- Aleksandrynów
- Anielin
- Antoninów
- Baby Dolne
- Baby Górne
- Belno
- Białe
- Białotarsk
- Bielawy
- Bierzewice
- Bolesławów
- Budy Kozickie
- Budy Lucieńskie
- Choinek
- Dąbrówka
- Emilianów
- Feliksów
- Gaśno
- Górki Drugie
- Górki Pierwsze
- Gorzewo
- Gulewo
- Halinów
- Helenów
- Huta Zaborowska
- Jaworek
- Józefków
- Kazimierzów
- Kiełpieniec
- Kleniew
- Klusek
- Kozice
- Krzywie
- Legarda
- Leśniewice
- Lipa
- Lisica
- Łokietnica
- Lucień
- Marianka
- Marianów
- Marianów Sierakowski
- Mysłownia Nowa
- Nagodów
- Niecki
- Nowa Huta
- Nowa Jastrzębia
- Nowa Wieś
- Nowy Zaborów
- Osada
- Osiny
- Podgórze
- Pomorzanki
- Rębów
- Rogożewek
- Rumunki
- Ruszków
- Rybne
- Sałki
- Sieraków
- Sierakówek
- Skrzany
- Sokołów
- Solec
- Stanisławów
- Stanisławów Skrzański
- Stary Zaborów
- Stefanów
- Strzałki
- Wrząca
- Zieleniec
- Zuzinów
- Zwoleń

### Gminy voisines
La gmina de Gostynin borde la ville de Gostynin et est voisine des gminy suivantes :
- Baruchowo
- Łąck
- Łanięta
- Lubień Kujawski
- Nowy Duninów
- Strzelce
- Szczawin Kościelny

## Structure du terrain
D'après les données de 2002, la superficie de la commune de Gostynin est de 270,69 km², répartis comme tel :
- terres agricoles : 62%
- forêts : 28%

La commune représente 43,97% de la superficie du powiat.

## Démographie
Données du 31 décembre 2012 :
| description        | Total  | Total | Femmes | Femmes | Hommes | Hommes |
| ------------------ | ------ | ----- | ------ | ------ | ------ | ------ |
| Unité              | Nombre | %     | Nombre | %      | Nombre | %      |
| population         | 12 185 | 100   | 6 110  | 50,1   | 6 075  | 49,9   |
| Densité (hab./km²) | 45     | 45    | 22,5   | 22,5   | 22,4   | 22,4   |